# Unión Soviética en los Juegos Olímpicos de Roma 1960
La Unión Soviética estuvo representada en los Juegos Olímpicos de Roma 1960 por un total de 283 deportistas que compitieron en 17 deportes.  
El portador de la bandera en la ceremonia de apertura fue el halterófilo Yuri Vlasov.

## Medallistas
El equipo olímpico soviético obtuvo las siguientes medallas:
| Nombre | Deporte            | Competición                      |
| --- | ------------------ | -------------------------------- |
| Oro |                    |                                  |
| Piotr Bolotnikov | Atletismo          | 10 000 m M                       |
| Vladimir Golubnichi | Atletismo          | 20 km marcha M                   |
| Robert Shavlakadze | Atletismo          | Salto de altura M                |
| Vasili Rudenkov | Atletismo          | Martillo M                       |
| Viktor Tsybulenko | Atletismo          | Jabalina M                       |
| Liudmila Shevtsova | Atletismo          | 800 m F                          |
| Irina Press | Atletismo          | 80 m vallas F                    |
| Vera Krepkina | Atletismo          | Salto de longitud F              |
| Tamara Press | Atletismo          | Peso F                           |
| Nina Ponomariova | Atletismo          | Disco F                          |
| Elvīra Ozoliņa | Atletismo          | Jabalina F                       |
| Oleg Grigoriev | Boxeo              | Gallo (54 kg) M                  |
| Viktor Kapitonov | Ciclismo en ruta   | Ruta ind. M                      |
| Viktor Zhdanovich | Esgrima            | Florete ind. M                   |
| Viktor Zhdanovich Mark Midler Yuri Rudov Yuri Sisikin Guerman Sveshnikov                                                 | Esgrima            | Florete por eqs. M               |
| Valentina Prudskova Alexandra Zabelina Liudmila Shishova Tatiana Petrenko-Samusenko Galina Gorojova Valentina Rastvorova | Esgrima            | Florete por eqs. F               |
| Boris Shajlin | Gimnasia artística | Concurso completo ind. M         |
| Boris Shajlin | Gimnasia artística | Caballo con arcos M              |
| Boris Shajlin | Gimnasia artística | Salto de potro M                 |
| Boris Shajlin | Gimnasia artística | Paralelas M                      |
| Albert Asarian | Gimnasia artística | Anillas M                        |
| Larisa Latynina | Gimnasia artística | Concurso completo ind. F         |
| Larisa Latynina | Gimnasia artística | Suelo F                          |
| Polina Astajova | Gimnasia artística | Asimétricas F                    |
| Margarita Nikolayeva | Gimnasia artística | Salto de potro F                 |
| Sofia Muratova Larisa Latynina Polina Astajova Tamara Liujina Lidiya Kalinina-Ivanova Margarita Nikolayeva               | Gimnasia artística | Concurso completo por eqs. F     |
| Yevgueni Minayev | Halterofilia       | 60 kg M                          |
| Viktor Bushuyev | Halterofilia       | 67,5 kg M                        |
| Alexandr Kurynov | Halterofilia       | 75 kg M                          |
| Arkadi Vorobiov | Halterofilia       | 90 kg M                          |
| Yuri Vlasov | Halterofilia       | +90 kg M                         |
| Serguei Filatov (Absent)                                                                                                 | Hípica             | Doma ind.                        |
| Oleg Karavayev | Lucha grecorromana | 57 kg M                          |
| Avtandil Koridze | Lucha grecorromana | 67 kg M                          |
| Ivan Bogdan | Lucha grecorromana | +87 kg M                         |
| Leonid Gueishtor Serguei Makarenko                                                                                       | Piragüismo         | C2 1000 m M                      |
| Antonina Seredina | Piragüismo         | K1 500 m F                       |
| Mariya Shubina Antonina Seredina                                                                                         | Piragüismo         | K2 500 m F                       |
| Viacheslav Ivanov | Remo               | Scull ind. (M1x) M               |
| Valentin Boreyko Oleg Golovanov                                                                                          | Remo               | Dos sin timonel (M2-) M          |
| Viktor Shamburkin | Tiro               | Rifle en tres posiciones 50 m M  |
| Alexei Gushchin | Tiro               | Pistola 50 m M                   |
| Timir Pineguin Fiodor Shutkov                                                                                            | Vela               | Star M                           |
| Plata |                    |                                  |
| Nikolai Sokolov | Atletismo          | 3000 m obstáculos M              |
| Gusman Kosanov Leonid Bartenev Yuri Konovalov Edvin Ozolin                                                               | Atletismo          | 4 × 100 m M                      |
| Vladimir Goriayev | Atletismo          | Triple salto M                   |
| Valeri Brumel | Atletismo          | Salto de altura M                |
| Tamara Press | Atletismo          | Disco F                          |
| Equipo | Baloncesto         | Torneo M                         |
| Serguei Sivko | Boxeo              | Mosca (51 kg) M                  |
| Yuri Radoniak | Boxeo              | Wélter (67 kg) M                 |
| Yuri Sisikin | Esgrima            | Florete ind. M                   |
| Valentina Rastvorova | Esgrima            | Florete ind. F                   |
| Yuri Titov | Gimnasia artística | Suelo M                          |
| Boris Shajlin | Gimnasia artística | Anillas M                        |
| Boris Shajlin Yuri Titov Albert Azarian Vladimir Portnoi Valeri Kerdemilidi Nikolai Miligulo                             | Gimnasia artística | Concurso completo por eqs. M     |
| Sofia Muratova | Gimnasia artística | Concurso completo ind. F         |
| Sofia Muratova | Gimnasia artística | Salto de potro F                 |
| Polina Astajova | Gimnasia artística | Suelo F                          |
| Larisa Latynina | Gimnasia artística | Asimétricas F                    |
| Larisa Latynina | Gimnasia artística | Barra de equilibrio F            |
| Trofim Lomakin | Halterofilia       | 90 kg M                          |
| Vladimir Siniavski | Lucha libre        | 67 kg M                          |
| Gueorgui Sjirtladze | Lucha libre        | 79 kg M                          |
| Nikolai Tatarinov Hanno Selg Igor Novikov                                                                                | Pentatlón moderno  | Equipos M                        |
| Alexandr Silayev | Piragüismo         | C1 1000 m M                      |
| Alexandr Berkutov Yuri Tiukalov                                                                                          | Remo               | Doble scull (M2x) M              |
| Antanas Bagdonavičius Zigmas Jukna Igor Rudakov (t)                                                                      | Remo               | Dos con timonel (M2+) M          |
| Marat Niyazov | Tiro               | Rifle en tres posiciones 50 m M  |
| Majmud Umarov | Tiro               | Pistola 50 m M                   |
| Alexandr Chuchelov | Vela               | Finn M                           |
| Equipo | Waterpolo          | Torneo M                         |
| Bronce |                    |                                  |
| Semion Rzhishchin | Atletismo          | 3000 m obstáculos M              |
| Igor Ter-Ovanesian | Atletismo          | Salto de longitud M              |
| Vitold Kreer | Atletismo          | Triple salto M                   |
| Vasili Kuznetsov | Atletismo          | Decatlón M                       |
| Birutė Kalėdienė | Atletismo          | Jabalina F                       |
| Boris Lagutin | Boxeo              | Superwélter (71 kg) M            |
| Yevgueni Feofanov | Boxeo              | Medio (75 kg) M                  |
| Rostislav Vargashkin | Ciclismo en pista  | 1000 m contrarreloj M            |
| Vladimir Leonov Boris Vasiliev                                                                                           | Ciclismo en pista  | Tándem M                         |
| Stanislav Moskvin Viktor Romanov Leonid Kolumbet Arnold Belgardt                                                         | Ciclismo en pista  | Persecución por eqs. M           |
| Viktor Kapitonov Yevgueni Klevtsov Yuri Melijov Alexei Petrov                                                            | Ciclismo en ruta   | Contrarreloj por eqs. M          |
| Bruno Jabarov | Esgrima            | Espada ind. M                    |
| Valentin Chernikov Guram Kostava Arnold Chernushevich Bruno Jabarov Alexandr Pavlovski                                   | Esgrima            | Espada por eqs. M                |
| Yuri Titov | Gimnasia artística | Concurso completo ind. M         |
| Vladimir Portnoi | Gimnasia artística | Salto de potro M                 |
| Boris Shajlin | Gimnasia artística | Barra fija M                     |
| Polina Astajova | Gimnasia artística | Concurso completo ind. F         |
| Tamara Liujina | Gimnasia artística | Suelo F                          |
| Tamara Liujina | Gimnasia artística | Asimétricas F                    |
| Larisa Latynina | Gimnasia artística | Salto de potro F                 |
| Sofia Muratova | Gimnasia artística | Barra de equilibrio F            |
| Konstantin Vyrupayev | Lucha grecorromana | 62 kg M                          |
| Guivi Kartoziya | Lucha grecorromana | 87 kg M                          |
| Vladimir Rubashvili | Lucha libre        | 62 kg M                          |
| Anatoli Albul | Lucha libre        | 87 kg M                          |
| Savkudz Dzarasov | Lucha libre        | +87 kg M                         |
| Igor Ajremchik Yuri Bachurov Valentin Morkovkin Anatoli Tarabrin                                                         | Remo               | Cuatro sin timonel (M4-) M       |
| Ninel Krutova | Saltos             | Plataforma 10 m F                |
| Vasili Borisov | Tiro               | Rifle en tres posiciones 300 m M |
| Alexandr Zabelin | Tiro               | Pistola rápida de fuego 25 m M   |
| Serguei Kalinin | Tiro               | Foso M                           |